# Cered
Cered é um município da Hungria, situado no condado de Nógrád. Tem 38,58 km² de área e sua população em 2015 foi estimada em 1.105 habitantes.